# Caterina Kolosimo
Caterina Kolosimo, pseudonimo di Caterina Serafin, coniugata Colosimo (Bolzano, 1942), è una scrittrice, giornalista e astrologa italiana.

## Biografia
Nel 1961 conobbe Pier Domenico Colosimo, meglio conosciuto come Peter Kolosimo, uno dei primi sostenitori delle teorie pseudoscientifiche dell'archeologia misteriosa, di cui col tempo divenne la principale collaboratrice. Nel 1970 ebbe da lui la figlia Alessandra e poi lo sposò nel 1973. 
Pur adottando sin da subito lo pseudonimo Kolosimo, Caterina iniziò a pubblicare da sola libri di argomento parascientifico ma senza collegamenti con l'archeologia misteriosa. Nel 1971 esordì pubblicando con la casa editrice Sugar Magia dei nomi. In seguito scrisse per Mondadori I poteri segreti della mente e Il libro delle piante magiche. Nel 1977, insieme allo psicanalista Giuseppe Aprile fece uscire, ancora per la Sugar, Andropausa. L'età critica dell'uomo.
Nel 1979, insieme al marito, scrisse una serie di racconti brevi di fantascienza per la casa editrice De Vecchi. Seguì nel 1982 il libro I misteri dell'universo. Nel frattempo scrisse da sola Sopravviveremo al 1982? e Graffi sull'anima. Lungo viaggio verso il pianeta della vita. 
Rimasta vedova nel 1984, si dedicò all'interpretazione dei sogni. Scrisse numerosi libri su tale argomento per Mondadori (Alfabeto dei sogni, 1986), Sonzogno (Il libro dei sogni, 1986 e I mille perché dei sogni d'amore, 1993) e Fratelli Fabbri Editore (Il nuovissimo libro dei sogni; Il grande libro dei sogni; Il piccolo libro dei sogni). 
Acquisita fama di grande esperta del mondo onirico, venne chiamata da Maurizio Costanzo come ospite nella trasmissione televisiva Sì o no? su Rete 4 per esaminare e discutere in diretta i sogni di persone di tutte le età. Divenne una presenza fissa in materia in Mediaset e poi anche in Rai. Nel frattempo le vennero affidate rubriche su importanti periodici.
Infine si è dedicata a trovare corrispondenze tra l'interpretazione dei sogni e l'astrologia, pubblicando per "Astra", nel 2015, Sogni e astri.

## Opere
- Caterina Kolosimo, Magia dei nomi, Milano, Sugar, 1971
- Caterina Kolosimo, I poteri segreti della mente, Milano, Mondadori, 1976
- Caterina Kolosimo, Il libro delle piante magiche, Milano, Mondadori, 1977
- Giuseppe Aprile, Caterina Kolosimo, Andropausa: l’età critica dell’uomo, Milano, Sugar, 1977
- Peter e Caterina Kolosimo, Fronte del Sole, Milano, De Vecchi, 1979
- Caterina Kolosimo, Sopravviveremo al 1982?, Milano, Mondadori, 1979
- Caterina Kolosimo, Graffi sull'anima: lungo viaggio verso il pianeta vita, Milano, SugarCo, 1980
- Peter e Caterina Kolosimo, I misteri dell'universo, Milano, Mondadori, 1982
- Caterina Kolosimo, Alfabeto dei sogni, Milano, Mondadori, 1986
- Caterina Kolosimo, Il libro dei sogni. Oltre 5000 voci per interpretare i sogni, Milano, Sonzogno, 1990 (a cura di Claudia Azzola)
- Caterina Kolosimo, I mille perché dei sogni d'amore, Milano, Sonzogno, 1993
- Caterina Kolosimo, Il nuovissimo libro dei sogni, Milano, Fabbri, 2000
- Caterina Kolosimo, Il grande libro dei sogni, Milano, Fabbri, 2010
- Caterina Kolosimo, Il piccolo libro dei sogni, Milano, Fabbri, 2011
- Caterina Kolosimo, Sogni e astri, Milano, Astra, 2015